# Gustaf Klingwall
Jacob Gustaf Klingwall, född 23 mars 1786 i Närs socken, död 19 december 1866 i Roma socken, var en svensk fysiker, matematiker, präst, skolrektor, fornforskare, kartograf, tecknare och grafiker. Han är begravd på Roma kyrkogård invid gången mot prästgården i en gravtumba.
Jacob Klingwall var son till kyrkoherden Gustaf Klingwall och Christina Lutterman och från 1813 gift med Aura Maria Westling (1791–1875). Efter skolstudier i Visby blev han 1805 student vid Uppsala universitet där han 1812 blev först filosofie kandidat och därefter magister efter studier i naturvetenskapliga ämnen, främst matematik och astronomi. Under studietiden var han informator åt Lars Johan Hierta. Klingwall lät under denna tid utge en liten skrift om stjärnhimmeln och verkar även ha haft kopplingar till fosforisterna. Klingwall stack titelvinjetten till första numret av Phosphoros 1810 och titelvinjetten till Poetisk kalender 1812. 
Klingwall blev 1812 adjunkt vid Visby trivialskola och var 1816–1821 hospitalssyssloman. Då Visby gymnasium inrättades blev han 1820 lektor i matematik och fysik där. 1824 och 1828 fungerade han som skolans rektor. Klingwall kom att bli en av medlemmarna i kretsen kring Pehr Arvid Säve och kom att engagera sig i Visbys historia och för bevarandet av ruinerna i staden. Klingwall var en skicklig tecknare och har avbildat ett flertal av ruinerna i Visby men även en del på andra håll på Gotland. På länsstyrelsens uppdrag utförde han byggnadsritningar för ombyggnad av residenset och uppmätningsritningar till kronobränneriet i Visby. Under en tid 1825–1826 utgav han veckotidningen Wisby Lördagsblad där han anonymt författade artiklar. Han utgav ett flertal bokverk med text och illustrationer från Gotland bland annat Fornlemningar i Visby 1823–1824. Förutom teckningar var han även verksam som landskapsmålare. Klingvall är representerad vid Nationalmuseum i Stockholm med tre teckningar föreställande ruiner och Helgeandskyrkan i Visby.
1826 avlade Klingwall pastoralexamen och blev samma år prebendekyrkoherde och prost i Väskinde socken. Åren 1825 1839 och 1855 var han bankorevisor. Klingwall blev 1842 kyrkoherde i Roma socken. Som präst var han präglad av neologin och lät utge en ungdomslärobok, Menniskans pligter präglad av denna uppfattning. Det ledde till att hans rättlärighet ifrågasattes och han dömdes inför domkapitlet till avbön. Klingwall tilldelades 1824 Kungliga Vitterhets Historie och Antikvitets Akademiens stora prismedalj.
Jacob Klingwall tog till sig namnet Gustaf i den djupa sorgen efter en son - Gustaf - som dog i 9-årsåldern. Invid Visby domkyrka finns en sten inristad med texten:

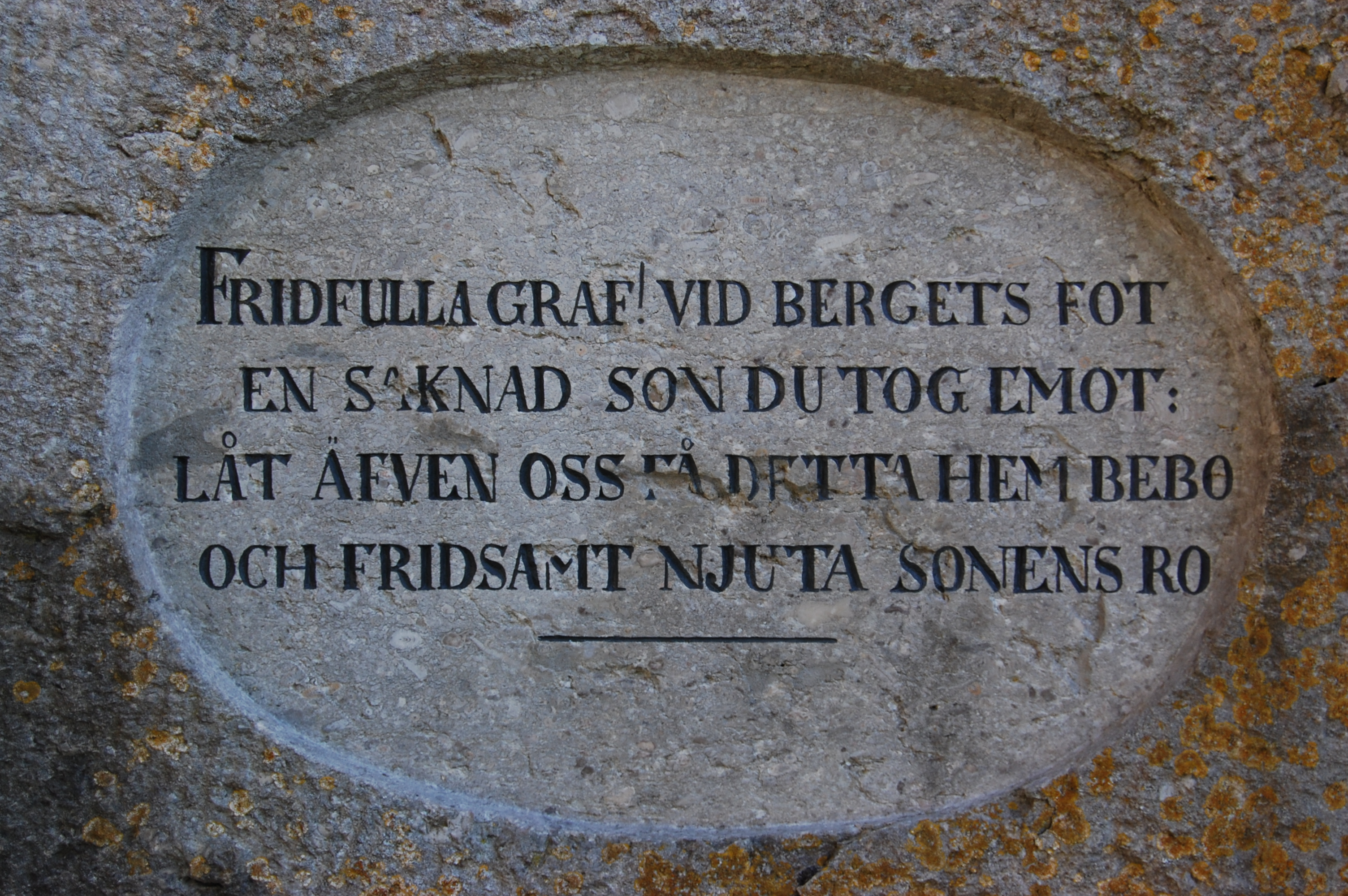